# Germiyan

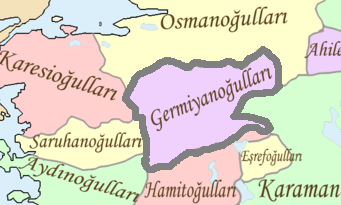
Das Beylik der Germiyan mit den anderen Beyliks in Anatolien

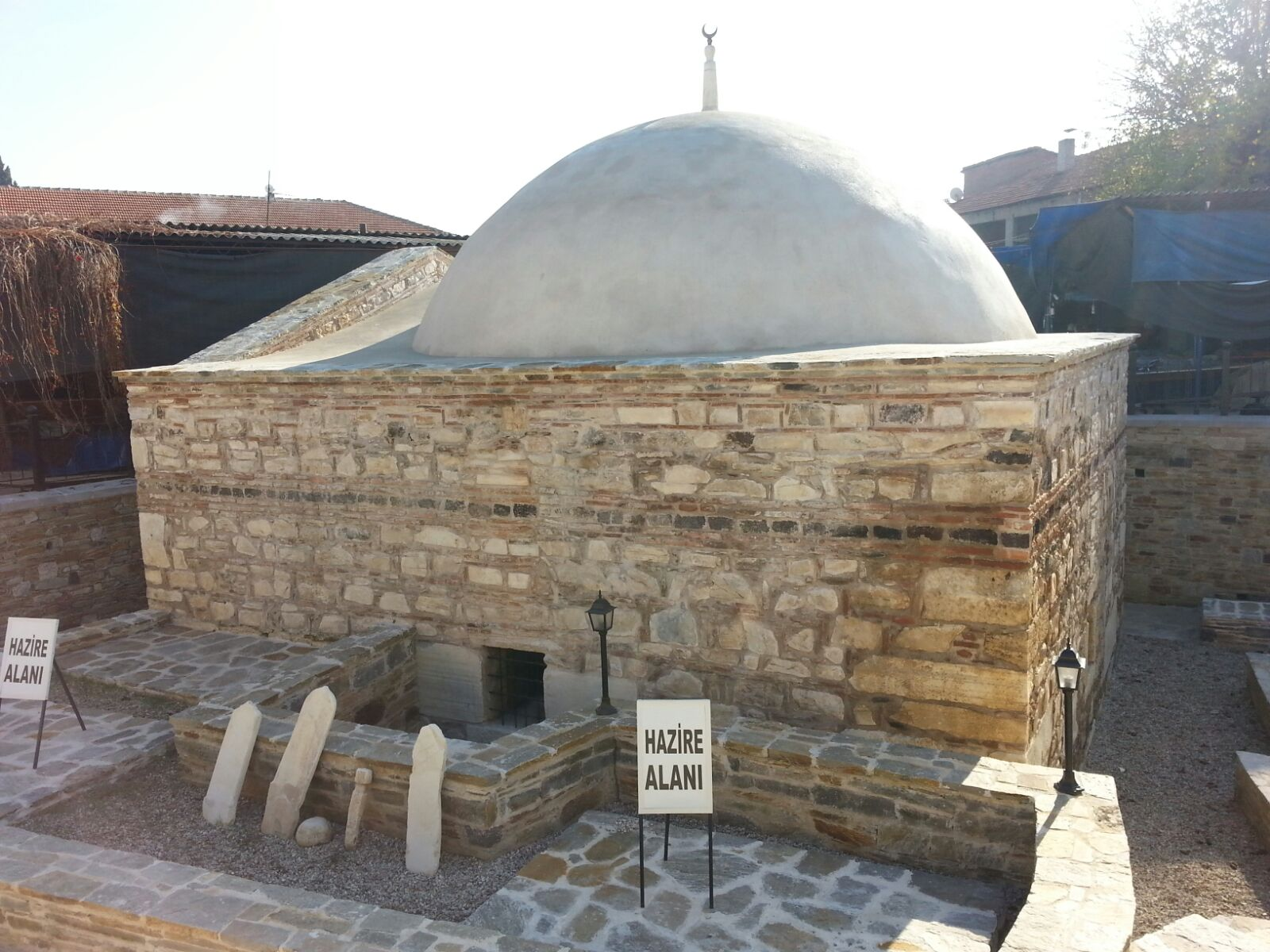
Das Grabmal des Sulaymān Schāhs in Afyonkarahisar

Die Germiyan oder Germiyaniden (türkisch Germiyanoğulları) waren ein anatolisches Beylik mit der Hauptstadt Kütahya und eines der bekanntesten Grenzfürstentümer (Uc) der oghusischen Stämme nach dem Fall des Sultanats der Rumseldschuken. Es bestand von 1300 bis 1429.
Für eine kurze Zeit in der zweiten Hälfte des 14. Jahrhunderts waren die Germiyan nach den Karamaniden die stärkste Macht in Anatolien. Doch sie wurden später durch die Nachbardynastie der Osmanen, die das Osmanische Reich gründen sollten, übernommen.
Die Germiyan spielten eine wichtige Rolle bei der Besiedlung der ägäischen Küste durch die Türken. Die Gründer der Fürstentümer der Aydınoğulları, der Saruchaniden, der İnançoğlu und der Mentesche waren allesamt ehemalige Befehlshaber der Germiyan.
Das Beylik wurde von den Afschar, einem oghusischen Stamm, gegründet. Infolge der mongolischen Invasion im Iran verließ der Stamm die Regionen um Fars und Kerman und wanderte in Richtung Westanatolien, wobei er eine Zeit lang im Gebiet von Malatya blieb, bevor er nach Kütahya zog, wo er dann in kurzer Zeit das Beylik errichtete.
Die Germiyan rebellierten 1283 gegen ihre seldschukischen Oberherren, als Sultan Kai Chosrau III. hingerichtet wurde und Mas'ud II. dank der Mongolen auf den Thron kam. Der Kampf zwischen den mongolisch-seldschukischen Armeen aus Konya und den Rebellen aus Germiyan setzte sich bis 1290 fort. Eine Einigung wurde erst 1299 erzielt, mit der die Germiyan auch in den Besitz Ankaras kamen. Als der Gouverneur der Ilchane Amir Tschupan Anatolien 1314 übernahm, erklärten die Germiyan ihre Loyalität und konzentrierten ihre Raubzüge auf Gebiete westlich von sich.
Ihre westlichen Nachbarn, die Beyliks von Mentesche, Aydınoğulları, İnançoğlu, Saruchaniden und Karesi, waren in ihren Anfangszeiten Untertanen der Germiyan, während die südlichen Beyliks der Sâhib Ata und der Hamidoğlu sich auf den Schutz der Germiyan gegen die Karamaniden verließen. Nördlich der Germiyan berichten byzantinische Quellen von einem Umur Bey, einem Befehlshaber und Schwiegersohn der Germiyan, der im Besitz Paphlagoniens gewesen sein soll. Später bildete sich hier das Beylik der Candaroğlu.
Die Germiyan wurden schließlich von neuen Beyliks, die von ihren eigenen ehemaligen Befehlshabern gegründet wurden, umringt. Damit blieb ihnen der Zugang zur Küste oder zum byzantinischen Territorium verwehrt. Ihre mächtigen Nachbarn, die Karamaniden, übten vom Osten her ständig Druck aus und die Germiyan gerieten mit der Zeit immer mehr unter dem Einfluss der Osmanen, so dass sie dann ab 1429 im Osmanischen Reich aufgingen.
Die gegenwärtige Provinz Kütahya war anfangs ein Sandschak und später das Vilayet Germiyan bis in die frühen Jahre der Republik Türkei, als die Provinz nach der Provinzhauptstadt Kütahya umbenannt wurde. Die wichtigsten Siedlungen der Germiyan sind Kütahya, Uşak, Gediz, Kula, Eşme, Alaşehir, Tavşanlı, Simav, Emet, Sarayköy, Banaz, Çivril, Denizli, Honaz, Dinar, Sarıgöl, Buldan und Afyonkarahisar.
Die Gründerdynastie des Beyliks hatte viele Nachfahren, die in den Diensten der Osmanen und sogar der Republik Türkei standen. Ein bekannter Nachfahre war der Großwesir des 19. Jhr. Abdurrahman Nureddin Pascha.

## Emire
- 1300–1340: Yaʿqūb I.
- 1340–1361: Muḥammad Chachschādan
- 1361–1387: Sulaymān Schāh
- 1387–1429: Yaʿqūb II.